# Dettlef Günther
Dettlef Günther (n. 27 august 1954, Breitenbrunn/Erzgebirge, Saxonia, Germania) este un sănier ce a reprezentat Germania, medaliat olimpic. A participat la 2 ediții ale Jocurilor Olimpice (1976, 1980) în care a câștigat o medalie de aur.